# Urbecke
Urbecke ist als ein Teil der ehemals selbständigen Gemeinde Becke seit der kommunalen Neuordnung am 1. Januar 1975 ein Ortsteil der Stadt Hemer. Urbecke liegt im Süden der Becke und grenzt so an die Stadtmitte Hemers.
Die Urbecke wurde im 16. Jahrhundert erstmals urkundlich erwähnt. Durch den recht fruchtbaren Boden wurde das Gebiet früh landwirtschaftlich genutzt. Im 19. Jahrhundert gab es eine Eisensteingrube, doch bis heute prägt ein zentraler Bauernhof und die umliegenden Felder das Gebiet.